# Lagenaria bicornuta
Lagenaria bicornuta är en gurkväxtart som beskrevs av Chakrav. Lagenaria bicornuta ingår i Flaskkurbitssläktet som ingår i familjen gurkväxter. Inga underarter finns listade i Catalogue of Life.